# Punionica za električne automobile
Punionica za punjenje električnih vozila, također zvana EV (eng. electric vehicle= električno vozilo) stanica za punjenje, točka ponovnog punjenja električnom energijom, dio je infrastrukture koja snabdijeva električnu energiju za punjenje električnih vozila poput hibridnih vozila uključujući električne automobile te gradskih(manjih) električnih vozila. Kako tržište nad punjivim hibridnim električnim vozilima i električnim vozilima na baterije povećava, raste i potreba za sve većom dostupnošću javno dostupnih stanica za punjenje (neke od njih podržavaju brže punjenje na većim naponima] i strujama od dostupnih od EVSE-a (electric vehicle supply equipment). Mnoge stanice za punjenje su na samim prometnicama koje pružaju električne komunalne tvrtke ili su smještene uz maloprodajne šoping centre i upravljani su mnogim privatnim kompanijama. Te stanice za punjenje pružaju jedan ili niz teških zadaća ili posebnih priključaka koji odgovaraju različitim standardima električnih priključaka za punjenje.

## Kontekst
Stanice za punjenje dolaze obično u četiri osnovna konteksta:
1. Kućne stanice za punjenje: Vlasnik električnog vozila priključi ga na struju kad se vrati kući te se auto nadopuni preko noći. Kućna stanica za punjenje obično nema autentifikaciju korisnika, bez mjerenja je, i može zahtijevati dodatno ožičenje strujne mreže. Poneki prijenosni punjači se također mogu ugraditi na zid te biti poput stanice za punjenje.
2. Punjenje dok je parkiran (uključujući javne stanice za punjenje)- komercijalni pothvat uz financijsku naknadu ili bez nje, ponuđena u partnerstvu s vlasnicima parkirnih mjesta. Punjenje može biti sporo ili brzo i potiče vlasnike električnih vozila da nadopune svoja vozila dok koriste obližnje usluge. Mogu se nalaziti na većim parkirališnim zonama, parkiralištima trgovačkih centara, manjim centrima i drugim javnim površinama (ili za zaposlenike određenih tvrtki).
3. Brzo punjenje na javnim stanicama za punjenje >40kW, dajući za 10 do 30 minuta punjenja mogućnost vožnje do 100km. Ovi punjači se obično nalaze na odmaralištima uz cestu da omoguće putovanja između udaljenijih destinacija. Njima se također mogu koristiti i uglavnom građani metropola i za punjenje dok su parkirani na kraće i duže periode. Pravi primjer ovakvih punjača su CHAdeMO (tvrtka koja konstruira i prodaje standardizirane punjače), SAE kombinirajući sistemi punjenja i Teslini superpunjači.[1]
4. Promjena baterije ili punjenje u manje od 15 minuta. Poseban cilj CARB (California Air Resources Board) vezano za vozila s nula-emisija štetnih plinova je nadodavanje 200 milja (321km) njegovom dometu za manje od 15 minuta. U 2014 godini ovo nije bilo moguće u punjenju električnih vozila, ali je omogućeno zamjenama baterija električnih vozila i onim vozilima s vodikovim gorivnim čelijama. Cilj je ugoditi očekivanjima vezano za nadopunu vozila redovitim vozačima.

Kapacitet baterija i sposobnost rukovanja bržim punjenjem rastu pa se i metode punjenja se moraju mijenjati i poboljšavati. Nove opcije su također poznate (u malim razmjerama, uključujući mobilne stanice za punjenje i punjenje pomoću induktivnih tepiha za punjenje). Različite potrebe i rješenja različitih proizvođača su usporile pojavu standardnih metoda punjenja i u 2015. godini se prepoznaje velika potreba za standardizacijom.

## Infrastruktura
Stanica za punjenje električnih vozila ne trebaju nužno potpuno novu infrastrukturu u razvijenim zemljama, čak manje nego što je potrebno za dostavu novog alternativnog goriva novom mrežom. Stanice mogu koristiti postojeću sveprisutnu električnu mrežu i kućno punjenje kao opciju. Na primjer, ankete su pokazale da više od pola kućevlasnika u Ujedinjenom Kraljevstvu ima pristup priključku za punjenje njihovog auta. Također, većina vozi lokalno na kraćim udaljenostima što smanjuje potrebe za punjenjem. U SAD-u, na primjer, 78% korisnika su unutar 40 milja (64km) radijusa kretanja. Štoviše, duže vožnje između gradova i mjesta zahtijevaju mrežu javnih stanica za punjenje ili drugih metoda za povećanje dometa električnih vozila iznad normalnih dnevnih potreba. Jedan od izazova u takvoj infrastrukturi je razina potrebe: izolirana stanica pokraj autoceste mogla bi vidjeti puno korisnika po satu kad bi svako električno vozilo koje prolazi moralo stati tu da bi nastavilo svoj put. U prvoj polovici 20. stoljeća, motori s unutarnjim izgaranjem suočili su se sa sličnim infrastrukturnim problemom. 

### Troškovi
Tesla trenutno daje vlasnicima Tesla automobila kredit za superpunjenje koje im dopušta 400kWh potpuno besplatno. Nakon što potroše sav iznos, vozači koristeći Tesline superpunjače moraju platiti po kWh. Cijena se kreće između $0.06 do $0.26 po kWh u Ujedinjenom Kraljevstvu. Problem s Teslinim superpunjačima je taj što ga mogu koristiti jedino vozila marke Tesla. Ostale mreže za punjenje su dostupne i za druge marke vozila. The Blink mreža punjača ima oba, Level 2 i DC brze punjače i naplaćuje različito članovima i ostalima. Njihove cijena se kreće od $0.39 do $0.69 po kWh za članove i od $0.49 do $0.79 po kWh za one koji to nisu, ovisno o lokaciji.  The ChargePoint mreža ima besplatne punjače i plaćene punjače koje vozaći aktiviraju besplatnom članskom iskaznicom. Stanice za punjenje koje se plaćaju zasnivaju se na sličnim cijenama kao Blink. Ostale mreže koriste slične metode naplaćivanja kao i tipične crpke s gorivom, u kojima se plaća karticom ili gotovinom po kWh električne energije. Po uzoru na poslovni model Chargepoint i Blink mreže u Hrvatskoj se pojavila EPunjači mreža punionica, na kojoj mogu puniti vlasnici EPunjači kartica ali i vlasnici kartica drugih mreža punionica.